# Parc Olympique Lyonnais
O Parc Olympique Lyonnais, também conhecido como Parc OL, é um estádio de futebol situado em Décines-Charpieu, na região metropolitana da cidade de Lyon, França, que conta com a capacidade para 59 186 torcedores segundo o site oficial do clube Lyon de futebol. O estádio, que pertence ao grupo de investimentos OL Groupe, substitui a seu anterior estádio, Stade de Gerland. foi uma das sedes da Eurocopa 2016 e também foi a sede da Final da Liga Europa 2017-18 e uma das sedes da Copa Mundial Feminina de Futebol de 2019.

## Eurocopa 2016
Seis partidas da Euro 2016 foram realizadas no estádio: quatro encontros da fase de grupos, um de oitavas de final e uma semifinal, listados abaixo:
| Data        |          | Placar |                  | Fase              | Público |
| ----------- | -------- | ------ | ---------------- | ----------------- | ------- |
| 13 de junho | Bélgica  | 0 – 2  | Itália           | Grupo E           | 55,408  |
| 16 de junho | Ucrânia  | 0 – 2  | Irlanda do Norte | Grupo C           | 51,043  |
| 19 de junho | Romênia  | 0 – 1  | Albânia          | Grupo A           | 49,752  |
| 22 de junho | Hungria  | 3 – 3  | Portugal         | Grupo F           | 55,514  |
| 27 de junho | França   | 2 – 1  | Irlanda          | Oitavas de finais | 56,279  |
| 7 de julho  | Portugal | 2 – 0  | País de Gales    | Semifinais        | 55,679  |